# Ranunculus nevensis
Ranunculus nevensis är en ranunkelväxtart som först beskrevs av Nikolai Nikolaievich Tzvelev, och fick sitt nu gällande namn av Luferov. Ranunculus nevensis ingår i släktet ranunkler, och familjen ranunkelväxter. Inga underarter finns listade i Catalogue of Life.